# Mordellistena longictena
Mordellistena longictena är en skalbaggsart som beskrevs av Khalaf 1971. Mordellistena longictena ingår i släktet Mordellistena och familjen tornbaggar. Inga underarter finns listade i Catalogue of Life.